# Fàbrica Serra
La Fàbrica Serra és una obra d'Orpí (Anoia) inclosa a l'Inventari del Patrimoni Arquitectònic de Catalunya.

## Descripció
Respon a la tipologia pròpia d'aquestes construccions papereres: planta rectangular, sostres a dues vessants. Elements utilitzats: pedra i teules. Tres pisos amb les finestres típiques "ventanas" per penjar el paper. A la façana d'entrada hi trobem: 8, 6, i 3 finestres seguint l'ordre dels pisos i un portal adovellat amb l'escut de la família Serra i on s'hi ha representat una serra damunt la data.

## Història
Segle XVIII, època de major expansió d'aquesta indústria.